# Wo die Lerche singt (1956)
Wo die Lerche singt ist ein österreichischer Spielfilm des Regisseurs Hans Wolff, assistiert von dem damals noch unbekannten Franz Josef Gottlieb. Das Drehbuch basiert lose auf der gleichnamigen Operette von Alfred Maria Willner und Heinz Reichert (Libretto) sowie Franz Lehár (Komposition) aus dem Jahr 1918. Die Hauptrollen sind mit Doris Kirchner, Renate Holm, Nina Sandt sowie Theo Lingen, Oskar Sima und Lutz Landers besetzt. 
Uraufgeführt wurde der Film am 2. November 1956 in Wien. In der Bundesrepublik Deutschland hatte er am 29. November 1956 in den Bavaria-Lichtspielen in Würzburg seine Premiere. 

## Inhalt
Nur wenigen Leuten ist der Name des Wiener Plakatmalers Stefan Helmers ein Begriff. Etwas erfolgreicher ist seine Freundin Anita Berger, die im eleganten Modehaus von René Valentin als Modezeichnerin angestellt ist. Eines Tages bekommt Stefan überraschend den Auftrag, in der alten Kirche eines kleinen Dorfes im Salzkammergut ein Kirchenfenster zu gestalten. Überglücklich machen sich die beiden jungen Leute auf den Weg. Anita hat es nicht einmal für nötig befunden, bei ihrem Chef ein Urlaubsgesuch einzureichen. René Valentin ist daher etwas perplex, als er auf einem Notizzettel die lapidare Nachricht liest, dass seine Angestellte plötzlich habe verreisen müssen. Die Entwürfe für die neue A-Linie werde sie ihm dann später zusenden. 
Kurz vor Stolling am Attersee streikt Stefans alter Wagen. Glücklicherweise kommt bald der Stiegelbauer mit seinem Ochsenkarren vorbei. Während das Auto ins Schlepptau genommen wird, nehmen Anita und Stefan auf den mit Garben beladenen Karren Platz, freudig begrüßt von Gretl, der Enkelin des Bauern, ihrer Freundin Loni und deren Bräutigam Karl, der als Knecht im Dienst des Stiegelbauern steht. Als der Karren ins Dorf einfährt, lässt Gretl ihre Stimme wie eine Lerche erschallen. Mangels eines Beherbergungsbetriebes in Stolling bietet der Stiegelbauer Stefan ein Zimmer auf seinem Hof an, und Anita kann bei der Nachbarin Loni wohnen.
Schon bald flirten Gretl und Stefan miteinander. Der urwüchsige Karl himmelt die Städterin Anita an. Nach ein paar Tagen taucht auch noch der Modehausbesitzer in Stolling auf. Dank seines kriminalistischen Spürsinns konnte René Valentin den Aufenthalt seiner Angestellten, in die er heimlich verliebt ist, ausfindig machen. Rasch erfasst er die Lage und beginnt zu intrigieren. Er schürt Anitas Eifersucht und erreicht, dass die junge Frau mit ihm nach Wien zurückkehrt.
Stefan bleibt auch nach getaner Arbeit noch eine Weile in Stolling. Hier entfaltet sich voll sein künstlerisches Talent. Neben vielen Landschaftsbildern porträtiert er Gretl mit einer Goldhaube. Wieder zurück in Wien, gibt er das Gemälde in die Herbstausstellung des Künstlerhauses. Was er nicht für möglich gehalten hat, trifft ein: für das Werk „Mädchen mit Goldhaube“ wird er mit dem ersten Preis bedacht. Nun sind alle Besucher der Ausstellung gespannt, das „Naturkind“ im Original zu sehen; Stefan hat ihr Kommen angekündigt. Als Gretl schließlich auftaucht, sind alle entsetzt: Das Mädchen hat sich als vornehme Dame herausgeputzt und wirkt wie verkleidet. 
Nach einigen Irrungen und Wirrungen lösen sich alle Probleme in Wohlgefallen auf, und am Ende haben sich drei glückliche Paare gefunden: Anita und Stefan, Gretl und ihr Verlobter Kaspar, der von seiner langen Kanadareise zurückgekehrt ist, sowie Loni und Karl.

## Produktionsnotizen
Produktionsfirma war die Paula Wessely Filmproduktions GmbH (Wien), Produktionsleitung Otto Dürer.
Die Außenaufnahmen entstanden an den Originalschauplätzen im Salzkammergut, die Innenaufnahmen in den Rosenhügel-Filmstudios in Wien. Franz Lehárs Musik erklingt in dem Film nicht im Original, sondern in einer Bearbeitung von Bruno Uher. Der Filmarchitekt Fritz Mögle war für die Bauten zuständig. Fred Adlmüller steuerte die Kostüme bei. Hauptdarsteller Lutz Landers war seinerzeit ein „Wiener Schallplattenstar“, der in diesem Film sein Leinwanddebüt gab.
In den USA trug der Film den Titel Where the Lark Sings.

## Kritik
Das Lexikon des internationalen Films zieht folgendes Fazit: „Melodien einer Lehár-Operette begleiten die Aneinanderreihung von Lustspiel-, Rühr- und Heimatklischees.“
Auch das „Filmarchiv Austria“ stuft das Werk allenfalls als mittelmäßig ein. Es merkt an, es handle sich um eine risikolose Produktion, mit der die Wessely-Film auf den Zeitgeschmack des Publikums spekuliert habe. Das Libretto zur gleichnamigen erfolgreichen Operette sei zum Filmstoff umgearbeitet und dabei Elemente des Bühnenwerks mit dem Topos des Heimatfilms kombiniert und die Musik mit Schlagerelementen aufgefrischt worden.

## Quelle
- Programm zum Film: Das Neue Film-Programm, erschienen im gleichnamigen Verlag, Mannheim, Nummer 3890